# Стоун, Джессика Ди
Дже́ссика Даниэ́ль «Ди» Сто́ун (англ. Jessica Danielle «D.» Stone; 29 января 1990, Валенсия, Калифорния, США) — американская актриса

.

## Биография
Джессика Даниэот Стоун родилась 29 января 1990 года в Валенсии (штат Калифорния, США). Окончила Академию Агуа Дульсе.
Озвучивала Стэнли в одноимённом мультсериале на Disney. Наиболее известна озвучиванием аниме, преимущественно юношей и мужчин. Из всех её работ в аниме она озвучила всего лишь двух женских персонажей. В 2001—2002 годы играла юную Бренду Ченовит в телесериале «Клиент всегда мёртв». Джессика участвует в театральных постановках не реже двух раз в год, чаще в четырёх.
Страдает сахарным диабетом 1-го типа.

## Избранная фильмография
| Год       |    | Русское название          | Оригинальное название   | Роль                                       |
| --------- | -- | ------------------------- | ----------------------- | ------------------------------------------ |
| 1999—2000 | с  | Надежда Чикаго            | Chicago Hope            | Алиша Гайгер                               |
| 2000      | с  | Седьмое небо              | 7th Heaven              | Крисси                                     |
| 2001—2002 | с  | Клиент всегда мёртв       | Six Feet Under          | Бренда в детстве                           |
| 2002      | с  | Звёздный путь: Энтерпрайз | Star Trek: Enterprise   | Нарра                                      |
| 2002      | мс | Союз Серокрылых           | Haibane renmei          | Дай                                        |
| 2004      | мс | Агент Паранойи            | Mōsō Dairinin           | мальчик                                    |
| 2005—2006 | мс | Богиня-школьница          | Kamichu!                | Шукичи Хитосубаши / Чиби Казе / Тулип      |
| 2006      | с  | Ханна Монтана             | Hannah Montana          | зрительница / девушка №1                   |
| 2006—2012 | мс | Хеллсинг                  | Hellsing Ultimate       | Юный Уолтер Си Дорнец / Ребёнок из Убежища |
| 2008      | ки | The Last Remnant          | The Last Remnant        | имя персонажа неизвестно                   |
| 2009      | с  | Скорая помощь             | ER                      | Стейси Тейлор                              |
| 2010      | с  | Такая разная Тара         | United States of Tara   | Леди Макбет                                |
| 2010      | ки | Super Street Fighter IV   | Super Street Fighter IV | Макото                                     |
| 2011      | ф  | Терри                     | Terri                   | Рэйчел № 1                                 |